# La Tribuna (Chile)
La Tribuna es un periódico chileno editado en la ciudad de Los Ángeles. Es miembro de la Asociación Nacional de la Prensa. Circula diariamente de lunes a sábado (excepto feriados).

## Historia
El primer número de La Tribuna apareció el 27 de junio de 1958, aunque desde el 6 de junio de ese mismo año habían aparecido ediciones de prueba con tal de preparar el medio antes de su lanzamiento oficial. El diario fue fundado por Domingo Contreras Quintana y su primer director fue Mario González Rosas.
En 1959 el diario sufrió el incendio de sus dependencias en la avenida Ricardo Vicuña, que la destruyeron completamente. En febrero de 1963 un nuevo incendio destruyó sus instalaciones, y gracias a la ayuda de Radio Agricultura el diario mantuvo informada a la población de Los Ángeles.
En 1981 adquirió una prensa offset, y en 1997 inició la impresión de páginas en color. En 2004 La Tribuna inauguró su sitio en Internet.
Actualmente, la Empresa Periodística Bío-Bío Ltda., ha crecido de forma importante y es propietaria de Diario La Tribuna, Radio San Cristóbal, el portal web www.latribuna.cl y la Imprenta La Tribuna.